# Château de Bleys
Le château de Bleys est un château fort remanié situé à Labarthe-Bleys, dans le Tarn (France). 
Attesté au XVe siècle, il pourrait être plus ancien. Aujourd'hui isolé, il a servi pendant plusieurs siècles de noyau au village de Bleys, et faisait partie intégrante des fortifications de celui-ci.

## Historique

### Origines de la seigneurie de Bleys
La date de construction du château de Bleys est inconnue. Néanmoins, la seigneurie de Bleys existe depuis au moins le milieu du XIIIe siècle, lorsque Bernard de Penne, aussi seigneur de Laguépie, se signale seigneur de Bleys, domaine qui lui a été offert par le comte de Toulouse[réf. souhaitée]. Ce dernier pourrait soit être Raimond VII, soit Alphonse de Poitiers. Il est donc possible qu'une bâtisse fortifiée ait existé dès cette époque, à l'instar du château voisin de Labarthe. 

### Le fort de Bleys, du XVe au XVIIIe siècle
Au cours du XVe siècle, l'existence du château de Bleys est formellement attestée, cité alors comme étant un « fort » appartenant à la famille de Rabastens. Il semblerait que ce soit alors un petit fortin bâti par les villageois, autour d'une maison forte seigneuriale. 
Dès 1430, Jean de Rabastens se signale comme seigneur de Bleys, affirmation qu'il reprend en 1445. Cette même année, le bail à cens de la seigneurie signale la présence d'une habitation bâtie dans le fort. En 1485, Hugues de Rabastens, fils de Jean, se déclare seigneur de Bleys à sa suite. Plus d'un siècle après, en 1598, Nicolas de Rabastens fait de même.
En 1616, sur le compoix, on apprend que le château s'articule alors autour d'une cour centrale (dit le « patus »), possède plusieurs tours, des remparts et un fossé. Il semble aussi que de nombreuses habitations, peut-être temporaires et destinées à loger les réfugiés en cas d'attaque, ont été élevées sur le site. Le seigneur des lieux a sûrement alloué une partie de sa place-forte au logement de ses villageois. Pour s'imaginer l'organisation de la bâtisse à cette époque, il faut peut-être se baser sur celle du château de Labarthe, qui a conservé jusqu'à nos jours une forme plus défensive et fidèle à sa fonction première. 
Témoignage de cette segmentation du château de Bleys au début du XVIIe siècle, l'édifice est partagé entre le seigneur et près de sept autres personnes. Dans la seconde moitié de ce siècle, Pierre de Rabastens qui réside au château est titré sieur de Bleyx (après que la famille ait été reconnue noble le 12 juillet 1669) et au commencement du XVIIIe siècle, François de Rabastens l'est aussi. 
Lors de la Révolution française, la seigneurie est confisquée à la famille de Rabastens, qui aura donc régné pendant plus de trois siècles sur Bleys.

### Le château de Bleys, depuis le XIXe siècle
Le château de Bleys reste quelques années encore dans la famille, jusqu'à ce qu'il soit transmis par héritage à la famille de Faramond, au travers du baron Victor de Faramond. L'édifice passe ainsi de membre en membre de la famille, comme d'Auguste de Faramond (propriétaire vers 1830) au sous-préfet de Gaillac, Louis de Faramond de Lafajole (de 1855 à 1870). A la fin du siècle, Claire de Blandinières, gagnante d'une médaille de bronze de l'Académie des jeux floraux de Toulouse en 1895(voir les œuvres) réside au château. 
Au milieu du XIXe siècle, la propriété entourant la bâtisse est largement agrandie, avec la destruction de plusieurs maisons voisines, et un jardin en terrasses est réalisé. De nombreux autres remaniements sont menés[réf. souhaitée]. D'autres travaux sont effectués entre 1908 et 1934, sous la direction du propriétaire Roger de Faramond, qui restaure le château dans sa totalité.

## Architecture
Le château de Bleys est construit au sud (et juste à côté) du Cérou, ainsi qu'en face de l'église Saint-Hilaire. Sa forme actuelle est héritée du XIXe siècle et n'a pas été modifiée, comme en témoigne le plan cadastral de cette période. Il s'établit sur un plan de carré irrégulier, formant une large cour centrale intérieure non pavée, et donc entourée par quatre corps de logis[réf. souhaitée]. L'angle nord de l'édifice est flanqué d'une tour carrée.
Les façades de la bâtisse, cette dernière s'élevant sur deux étages, témoignent bien des travaux du XIXe siècle[réf. souhaitée]. La façade principale, à l'ouest, présente une massive porte à double battant ouvrant sur le passage voûté qui donne sur la cour intérieure, porte qui pourrait être un héritage de l'époque où le château était un fort.